# 新亀島橋
新亀島橋（しんかめしまばし）は、亀島川にかかる橋。西岸は中央区日本橋茅場町二丁目と三丁目、東岸は中央区新川一丁目と二丁目。

## 橋の概要
- 構造形式
  - 鋼床版ラーメン橋
- 橋長 30.5 m
- 幅員 15.0 m（車道9.0 m、歩道3.0 m×2）
- 竣工 1995年8月
- 施工者 東京都
- 管理 東京都（東京都建設局）

## 歴史
創架は1882年（明治15年）3月で当時は木橋だったと言われている。橋長27 m
幅員5.4 m。この橋は1897年（明治30年）2月に橋長27 m、幅員5.5 mで同形式の橋に架け替えられている。
1923年には関東大震災で被害を受けその復興事業として1926年（大正15年）3月13日にカンチレバープレートガーダー橋（鋼鈑桁橋）として再建されている。橋長27.7 m 幅員15.0 m（車道9 m、歩道3 m×2）。その後、1995年（平成7年）に架け替えられ現在に至る。現在の新亀島橋は高欄など各所に浮世絵風の意匠を凝らしてある。この橋の下流には亀島橋という名の橋があり、それに対して新亀島橋と名付けられた。

## 新亀島橋が登場する作品
ドラマ
- 『明日の約束』 - 小嶋修平が藍沢日向と霧島直樹を呼び止めた橋[7]。